# La estructura de la teoría de la evolución
La estructura de la teoría de la evolución (título original en inglés The Structure of Evolutionary Theory) es un libro sobre macroevolución y el desarrollo histórico de la teoría de la evolución biológica, publicado en 2002 por Stephen Jay Gould, paleontólogo de la Universidad de Harvard, dos meses antes de su muerte. La versión en español se publicó en 2004, traducida por Ambrosio G. Leal. Es el resultado de 20 años de trabajo. Es un libro técnico, escrito para profesionales en el campo, sobre la teoría de la macroevolución. El volumen se divide en dos partes; la primera es un estudio de la historia de la teoría del pensamiento, usando muchos documentos primarios mientras la segunda es una crítica de la síntesis moderna evolutiva que presenta el caso por una biología evolutiva que se basa en la teoría de equilibrio puntuado desarrollada Gould y Niles Eldredge en 1972.
Según Gould, el Darwinismo clásico abarca tres compromisos meollos esenciales: Agencia es la unidad de selección, que para Charles Darwin fue el organismo, sobre la cual la selección natural se actúa; eficacia, la cual se abarca el poder de la selección natural, incluyendo la selección sexual, por encima de toda otra fuerza, como las mutaciones y la deriva genética, en formar las influencias en la evolución, como también ecológicas, históricas, estructurales y las constricciones biológicas, factores que hacen una población resistente a la evolución, y restricciones impuestas por la biología del desarrollo; y ámbito, que es cómo la selección natural se explica la biodiversidad al nivel macroevolucionario, e incluye la evolución de grupos taxonómicos más complejos.

## Versión en español
- Gould, Stephen  Jay. (2004 [2002]) La estructura de la teoría de la evolución. [Ambrosio García Leal (trad.)] Tusquets Editores. Metatemas, 82: 1432 págs. ISBN 9788483109502 (2.ª imp. 2004, 3.ª imp., 2010)

## Críticas
- Ayala, Francisco (2005) On Stephen Jay Gould's monumental masterpiece. Theology and Science  3 (March): 97-118.
- DiMichele, William (2003) A season with Steve Gould American Journal of Science 303 (March): 259-261.
- Erwin, Douglas H. (2004) One very long argument. Biology and Philosophy. 19 (1): 17-28.
- Flannery, Tim (2002) A new Darwinism? New York Review of Books 49 (May 23): 52–54.
- Ghiselin, Michael T. (2002) An autobiographical anatomy Hist. Philos. Life. Sci. 24: 285-291.
- Grantham, Todd (2004) Constraints and spandrels in Gould's Structure of Evolutionary Theory. Biology and Philosophy. 19 (1): 29-43.
- Hull, David L. (2002) A career in the glare of public acclaim Bioscience 52 (September): 837-841.
- Korthof, Gert (2004) Stephen Jay Gould as a critic of orthodox Neo-Darwinism
- McGarr, Paul (2003) Revolutions in evolution Archivado el 4 de marzo de 2016 en Wayback Machine. International Socialism Journal 100 (Autumn): 81-112.
- McShea, Daniel (2004) A revised Darwinism. Biology and Philosophy. 19 (1): 45-53.
- Michael, Michaelis (2003) S.J. Gould's Last Words Metascience 12 (2): 214-216.
- Monastersky, Richard (2002) Revising the book of life The Chronicle, March 15, A14.
- Quammen, David (2003) The man who knew too much Harper's Magazine, June, pp. 73–80.
- Raymo, Chet (2002) Gould's last book is fitting epitaph. Boston Globe, May 28.
- Perlman, David (2002) A Darwinian leap San Francisco Chronicle, April 14, RV-1.
- Ridley, Mark (2002) Stephen Jay Gould wants an evolution revolution The New York Times, March 17, sect. 7, col. 1, p. 11.
- Rose, Steven (2004). «Exaptaciones que prueban una regla». Revista de libros de la Fundación Caja Madrid (86): 28-30.
- Ruse, Michael (2003) The Structure of Evolutionary Theory. Isis 94 (2): 397.
- Shermer, Michael (2002) Grand design Washington Post, April 14, BW04.
- Stearns, S. C. (2002) Less would have been more. Evolution 56 (11): 2339-45.
- Sterelny, Kim (2003) Last will and testament. Philosophy of Science 70 (2): 255-263.
- Turner, John R.G. (2002) Toe-breaker or epoch-maker? The Spectator, June 29.
- Wake, David B. (2002) A few words about evolution Nature 416 (April 25): 787-788.
- Zimmerman, William F. (2003) Stephen Jay Gould's final view of evolution Quarterly Review of Biology 78 (4): 454-459.